# جغرافية نيوزيلندا

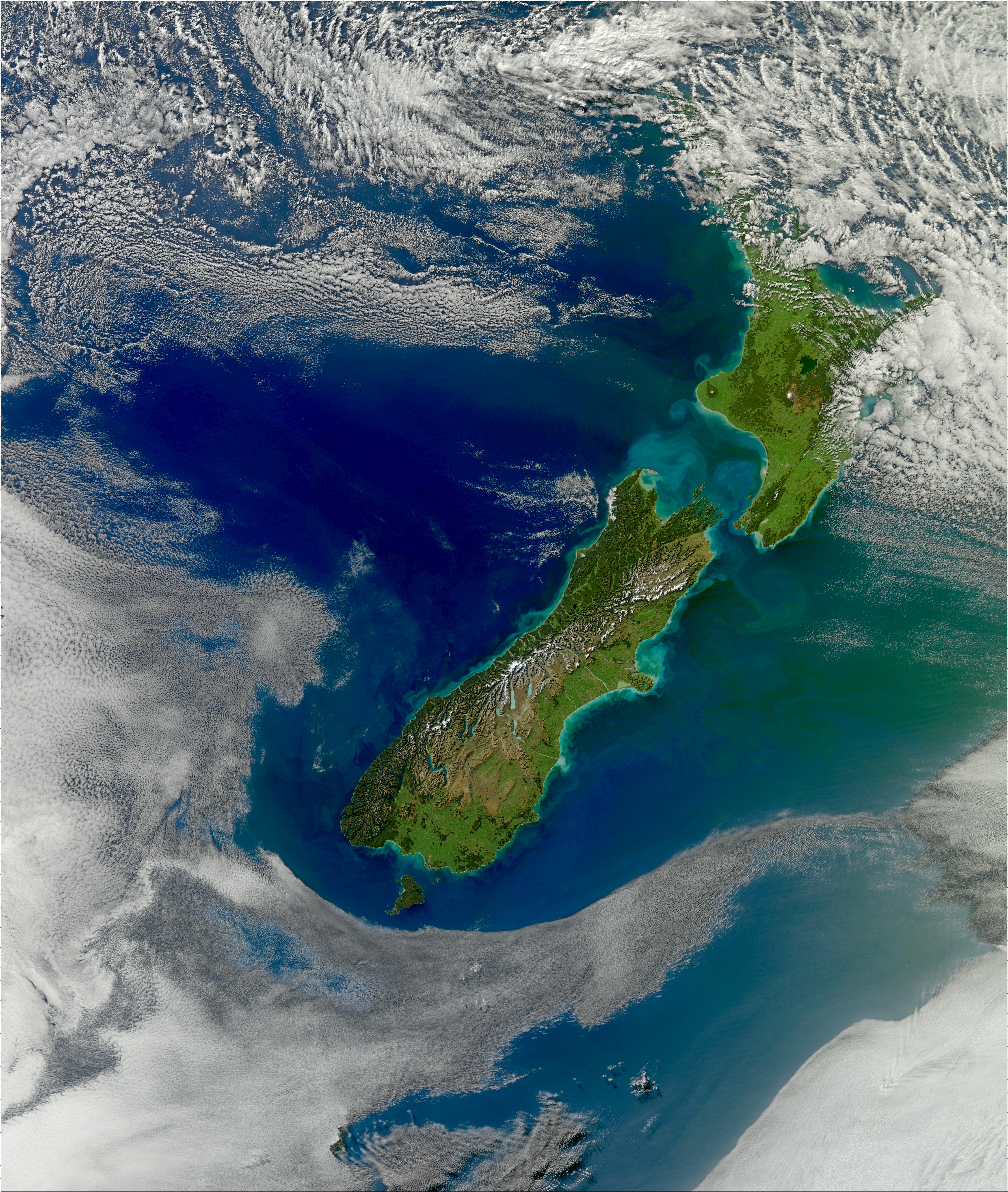
تنتج الريح العنيفة في مضيق كوك أمواجًا مرتفعة تسبّب تآكل الشاطئ، كما يظهر في الصورة.

نيوزيلندا دولةٌ جزرية تقع جنوب غرب المحيط الهادئ، قرب مركز نصف الكرة الأرضية المائي. تشمل نيوزيلندا عددًا كبيرًا من الجزر، ويُقدّر عددها بنحو 700 جزيرة، معظمها بقايا كتلة أرضية أكبر حجمًا، ومغمورة في البحر حاليًا. تُعدّ الجزيرة الجنوبية والجزيرة الشمالية الكتلتان الأرضيّتان الأكبر حجمًا، ويفصل بينهما مضيق كوك. أما الجزيرة الثالثة من ناحية المساحة، فهي جزيرة ستيوارت (راكيورا باللغة الماورية)، والتي تبعد 30 كيلومترًا عن رأس الجزيرة الجنوبية، ويفصل بينهما مضيق فوفو. مساحة الجزر الأخرى أصغر بكثير، وتمتد الجزر الثلاث الكبرى مسافةً قدرها 1600 كيلومتر (990 ميل)، من دائرة العرض 35 درجة إلى دائرة العرض 47 جنوبًا. تحتل نيوزيلندا المرتبة السادسة في قائمة الدول الجزرية الأكبر مساحة في العالم، وتبلغ مساحة اليابسة 268,710 كيلومتر مربع (103,750 ميل مربع).
تتنوع المناظر الطبيعية في نيوزيلندا، وتشمل النواصف الشبيهة بالوديان الخلالية (الخلل)، والواقعة جنوب غرب الشواطئ الرملية لمقاطعة الشمال الأقصى شبه الاستوائية. تسود سلسلة جبال الألب الجنوبية على الجزيرة الجنوبية، في حين تغطي الهضبة البركانية معظم مركز الجزيرة الشمالية. ينخفض متوسط درجات الحرارة عادةً إلى تحت الصفر درجة مئوية (32 درجة فهرنهايت) ويرتفع عادة عن 30 درجة مئوية (86 درجة فهرنهايت)، وتتدرج الظروف الجويّة من المناخ الرطب والبارد في الساحل الغربي للجزيرة الجنوبية، إلى المناخ الجاف والقاريّ على امتداد الجبال بعد مسافة قصيرة من الساحل، فضلًا عن المناخ الشبيه بالتندرا في الجنوب الأقصى من إقليم ساوثلاند.
يعود ثلثا الأراضي بالفائدة الاقتصادية، أما الثلث الأخير فهو مناطق جبلية. تعدّ الجزيرة الشمالية الأكثر كثافة سكانية، حيث يقطن 4 مليون مواطن، وتُعدّ مدينة أوكلاند أكبر تجمّع حضريّ في البلاد من ناحية تعداد السكان والمساحة الحضرية. تأتي الجزيرة الجنوبية في المرتبة الثانية من ناحية تعداد السكان، حيث يقطن 1.8 مليون شخص، وهي أكبر جزيرة في البلاد.
تقع نيوزيلندا جنوب شرق البرّ الرئيس الأسترالي على بعد مسافة 2000 كيلومتر (1200 ميل)، ويفصل بينهما بحر تسمان، في حين تقع جزيرة نورفولك الأسترالية -أقرب جارٍ أجنبيّ للجزر النيوزيلندية الرئيسة- على بعد مسافة قدرها نحو 750 كيلومتر (470 ميل) شمال غرب نيوزيلندا. توجد مجموعات جزر أخرى في الشمال، وهي جزر كاليدونيا الجديدة وتونغا وفيجي، أما نيوزيلندا فتقع في أقصى جنوب أوقيانوسيا. تعد الجزيرة الجنوبية بوابة رئيسة للبعثات العلمية المنطلقة نحو القارة القطبية الجنوبية نتيجة قرب نيوزيلندا منها.

## الجغرافيا الطبيعية

### نظرة عامة

خريطة تضاريس مذيلة

تقع نيوزيلندا جنوب المحيط الهادئ، بين خط طول 41 درجة جنوبًا ودائرة عرض 174 درجة شرقًا، قرب مركز نصف الكرة المائي. تُعد نيوزيلندا بلدًا طويلًا وضيّقًا، فتمتد على طول محورها الشمالي والشمالي الشرقي بمساحة مقدارها 1600 كيلومتر (990 ميل)، ويصل أقصى اتساعٍ لنيوزيلندا إلى مسافة 400 كيلومتر (250 ميل). تبلغ مساحة اليابسة 267,710 كيلومتر مربع (103,360 ميل مربع)، فهي سادس دولة جزرية من ناحية المساحة عالميًا. تتألف نيوزيلندا من عدد كبيرٍ الجزر، يُقدر بنحو 600 جزيرة، وتكسبها تلك الجزر شريطًا ساحليًا طوله 15,134 كيلومترًا (9404 ميلًا مربعًا) وكمًا هائلًا من الموارد البحرية. تتربّع المنطقة الاقتصادية الخالصة لنيوزيلندا على المرتبة التاسعة عالميًا، بمساحة مقدارها 4,083,744 كيلومترًا مربعًا (1,576,742 ميلًا مربعًا)، أي أكبر من مساحة اليابسة بخمس عشرة مرة.
تعدّ الجزيرة الجنوبية أكبر جزيرة في نيوزيلندا من ناحية الكتلة الأرضية، وفي المرتبة الثانية عشرة عالميًا حسب المساحة. تفصل سلسلة جبال الألب الجنوبية الجزيرة الجنوبية على امتداد طولها، فتقع سهول كانتربري في القسم الشرقي من الجزيرة، في حين يُشتهر إقليم الساحل الغربي بشريطه الساحلي الوعر، والأمطار الغزيرة، ونسبة عالية جدًا من الأحراش (الغابات) والأنهار الجليدية.
تقع الجزيرة الشمالية في المرتبة الثانية حسب المساحة، وفي المرتبة الرابع عشرة عالميًا. يفصل مضيق كوك بين الجزيرتين الجنوبية والشمالية، وتبلغ أقصر مسافة بينهما 23 كيلومترًا (14 ميلًا). تحتوي الجزيرة الشمالية سلاسلًا جبليةً أقل من الجنوبية، على الرغم من وجود سلسلة جبلية ضيقة تمتد من الحزام الشمالي الشرقي تقريبًا، ويصل ارتفاعها إلى 1700 متر (5600 قدم). تقع معظم الغابات المتبقية في هذا الحزام، وضمن المناطق الجبلية والتلال المتموجة الأخرى. تحتوي الجزيرة الشمالية الكثير من القمم البركانية المعزولة.
فضلًا عن الجزيرتين الشمالية والجنوبية، تحتوي نيوزيلندا 5 جزرٍ مأهولة كبيرة، وهي جزيرة ستيوارت راكيورا (30 كيلومترًا أو 19 ميلًا جنوب الجزيرة الجنوبية)، وجزيرة تشاتام (نحو 800 كيلومتر أو 500 ميلٍ شرق الجزيرة الجنوبية)، وجزيرة الحاجز العظيم (في خليج هاوراكي)، وجزيرة دورفيل (في نواصف مارلبورو) وجزيرة واهيكي (تبعد نحو 22 كيلومتر أو 14 ميلٍ عن مركز أوكلاند).

### النقاط المتطرفة
تُستخدم عبارة «من رأس رينغا إلى الجرف» مرارًا في نيوزيلندا للإشارة إلى امتداد كامل البلاد. يقع رأس رينغا على الحافة في أقصى شمال غرب شبه جزيرة أوبوري، في النهاية الشمالية للجزيرة الشمالية. أما الجرف، فيمثّل مدينة إنفركارجل الساحلية التي تقع قرب الحافة الجنوبية للجزيرة الجنوبية، وأسفل خط عرض 46 درجة جنوب. تقع النقاط المتطرفة لنيوزيلندا في جزرٍ نائية مختلفة.
النقاط التي تقع في أقصى شمال وجنوب وشرق وغرب نيوزيلندا هي:
- نقطة أقصى الشمال في جزيرة نوجت، وهي إحدى جزر كرماديك.
- نقطة أقصى الجنوب في جزيرة جاكمارت، وهي إحدى جزر مجموعة جزر كامبل.
- نقطة أقصى الشرق في مجموعة الجزر الأربع والأربعين، وهي إحدى جزر تشاتام.
- نقطة أقصى الغرب في رأس لوفيت على جزيرة أوكلاند.

#### التناظر الجغرافي
تُعد نيوزيلندا متناظرةً إلى حدّ كبير مع شبه الجزيرة الإيبيرية في أوروبا. يقابل الشطر الشمالي للجزيرة الجنوبية منطقةَ جليقة وشمال البرتغال. ويقابل القسم الأكبر من الجزيرة الشمالية المنطقتين الوسطى والجنوبية من إسبانيا، انطلاقًا من بلد الوليد (تقابل رأس باليسر، النقطة الجنوبية للجزيرة الشمالية) ومرورًا بمدريد وطليطلة وقرطبة (تناظر مدينة هاميلتون مباشرة)، ثم لورقة (تقابل إيست كيب) ومالقة (رأس كولفيل) وجبل طارق. تقابل بعض أجزاء شبه الجزيرة الشمالية دولة المغرب، وتطابق وانغاري مدينة طنجة إلى حدّ كبير. تقع المناطق المتناظرة مع جزر تشاتام في فرنسا، على بعد مسافة قصيرةٍ شمال مدينة مونبلييه، اكتسب أرخبيل الجزر المتناظرة اسمه نتيجة تناظر موقعه المفترض وبريطانيا، لكنّ الجزر تُعد أقرب أرضٍ يابسة مناظرة لبريطانيا، أما موقعها -وإحداثياتها 49 درجة 41 دقيقة ج 178 درجة 48 دقيقة ش- متناظرة مباشرة مع نقطة تبعد بضع كيلومترات شرق شيربو على الساحل الشمالي لفرنسا.
يُستخدم مصطلح «تناظر» في أوروبا عادة للإشارة إلى نيوزيلندا وأستراليا (وبعض مناطق جنوب الهادئ أحيانًا)، وتُستخدم كلمة antipodean، أو الواقع على الجانب المقابل من الأرض، للإشارة إلى سكان تلك المناطق.